# Gah centre
 (août 2021).
Pour les articles homonymes, voir Gah.
Gah centre ou Gah est un quartier situé dans le 3e arrondissement de Parakou dans le département du Borgou au Bénin.

## Histoire
Le 27 mai 2013 après la délibération et l'adoption par l'assemblée nationale du Bénin en sa séance du 15 février 2013 de la loi n° 2013-05du15/02/2013 portant création, organisation, attributions et fonctionnement des unités administratives locales en République du Bénin, Gah,, figure dans la liste des douze quartiers de cet arrondissement ,,,.

## Population
Selon le rapport de février 2016 de l'Institut National de la Statistique et de l'Analyse Économique (INSAE) du Bénin intitulé Effectifs de la population des villages et quartiers de ville du Bénin (RGPH-4, 2013), le quartier Gah compte 3840 habitants dont 2020 femmes et 1820 hommes.